# Stalin (película de 1992)
Stalin es un telefilme producido por HBO en el año 1992. El filme, protagonizado por Robert Duvall, retrata la vida del líder soviético Iósif Stalin. Fue filmado en varios lugares del mundo como Hungría, Budapest, Moscú y el Kremlin de Moscú. Ganó el premio Emmy en 1993 al mejor telefilme.

## Argumento
La película es un recorrido por la discutida vida de Stalin. Retrata de una forma muy peculiar sus acciones en la Rusia soviética y pre-soviética. Podremos apreciar como siendo un hombre calculador, Stalin, previa revolución encabezada por Lenin logra transformar un país agrario en una potencia mundial. Este film nos permite indagar en muchos aspectos personales y no tan conocidos del dirigente, que no son tomados con tanta importancia en películas documentales. Uno de los pocos filmes que tiene a Stalin como personaje principal.

## Reparto
- Robert Duvall como Iósif Stalin.
- Julia Ormond como Nadezhda Alilúyeva.
- Maximilian Schell como Vladímir Lenin.
- Jeroen Krabbé como Nikolái Bujarin.
- Joan Plowright como Olga Alilúyeva.
- Frank Finlay como Serguéi Allilúyev.
- Daniel Massey como León Trotski.
- András Bálint como Grigori Zinóviev.
- Emil Wolk como Lev Kámenev.
- Roshan Seth como Lavrenti Beria.
- Mátyás Usztics como Nikolái Yezhov.
- John Bowe como Kliment Voroshílov.
- Jim Carter como Sergó Ordzhonikidze.
- Murray Ewan como Nikita Jrushchov.
- Stella Gonet como Zinaída "Zina" Vólkova.
- Elena Serópova como Ninó Beria.
- Colin Jeavons como Guénrij Yagoda.
- Miriam Margolyes como Nadezhda Krúpskaya.
- Kevin McNally como Serguéi Kírov.
- Clive Merrison como Viacheslav Mólotov.
- Lisa Orgolini como Anna Lárina.
- Joanna Roth como Svetlana Alilúyeva.
- Aleksandr Feklístov como Leonid Nikoláev.